# Oliba I. von Carcassonne
Oliba I. von Carcassonne (* um 790; † 837) war von 821 bis 837 ein Graf von Carcassonne aus der Familie der Belloniden.

## Herkunft und Nachkommen
Sein Vater war Graf Bello von Carcassonne.
Seine Geschwister waren
- Guisclafred von Carcassonne
- Sunyer I. von Empúries

Er war zweimal verheiratet, zunächst mit einer Dame Ermentruda, später mit Riquilda. Er hatte drei Söhne, es ist allerdings nicht gesichert, von welcher Frau.
- Oliba II. von Carcassonne (825–879), Graf von Carcassonne und Rasès
- Acfred I. von Carcassonne († 906), Graf von Carcassonne und Rasès
- Sunifred von Carcassonne, Abt des Klosters de La Grasa

## Leben
Nach dem Tod seines älteren Bruders Guisclafred folgte er ihm als Graf von Carcassonne, einer der damals mächtigsten Städte im Süden Frankreichs.